# Sportclub Preußen 06 Münster 2013-2014
Questa voce raccoglie le informazioni riguardanti il Sportclub Preußen 06 Münster nelle competizioni ufficiali della stagione 2013-2014.

## Stagione
Nella stagione 2013-2014 il Preussen Münster, allenato da Pavel Dočev, Ralf Loose e Carsten Gockel, concluse il campionato di 3. Liga al 6º posto. In Coppa di Germania il Preussen Münster fu eliminato al secondo turno dall'Augusta.

## Rosa
| N. |                        | Ruolo | Calciatore        |
| -- | ---------------------- | ----- | ----------------- |
| 2  | Germania (bandiera)    | D     | Philip Röhe       |
| 3  | Germania (bandiera)    | D     | Fabian Hergesell  |
| 4  | Germania (bandiera)    | D     | Robin Neupert     |
| 5  | Germania (bandiera)    | D     | Patrick Kirsch    |
| 6  | Germania (bandiera)    | D     | Kevin Schöneberg  |
| 7  | Polonia (bandiera)     | C     | Marcus Piossek    |
| 8  | Germania (bandiera)    | C     | Stefan Kühne      |
| 9  | Stati Uniti (bandiera) | A     | Matthew Taylor    |
| 10 | Portogallo (bandiera)  | C     | Amaury Bischoff   |
| 11 | Germania (bandiera)    | A     | Soufian Benyamina |
| 12 | Grecia (bandiera)      | P     | Aziz Recep        |
| 12 | Turchia (bandiera)     | C     | Mehmet Kara       |
| 14 | Germania (bandiera)    | C     | Julian Riedel     |

| N. |                        | Ruolo | Calciatore          |
| -- | ---------------------- | ----- | ------------------- |
| 15 | Germania (bandiera)    | D     | Simon Scherder      |
| 16 | Germania (bandiera)    | D     | Dominik Schmidt     |
| 17 | Francia (bandiera)     | D     | Clément Halet       |
| 18 | Germania (bandiera)    | C     | Malte Grashoff      |
| 19 | Paesi Bassi (bandiera) | A     | Rogier Krohne       |
| 20 | Germania (bandiera)    | C     | Dennis Grote        |
| 21 | Germania (bandiera)    | C     | Jens Truckenbrod    |
| 23 | Germania (bandiera)    | C     | Pascal Koopmann     |
| 24 | Germania (bandiera)    | D     | Marco Pischorn      |
| 25 | Germania (bandiera)    | P     | Daniel Masuch       |
| 30 | Germania (bandiera)    | C     | Benjamin Siegert    |
| 35 | Germania (bandiera)    | P     | Max Schulze Niehues |
| 37 | Germania (bandiera)    | P     | Stephan Tantow      |

## Organigramma societario
Area tecnica
- Allenatore: Ralf Loose
- Allenatore in seconda: Babacar N'Diaye
- Preparatore dei portieri: Alexander Ogrinc
- Preparatori atletici:

## Calciomercato

### Sessione estiva
| Acquisti | Acquisti       | Acquisti              | Acquisti |
| R.       | Nome           | da                    | Modalità |
| -------- | -------------- | --------------------- | -------- |
| A        | Gaetano Manno  | Osnabrück             |          |
| C        | Malte Grashoff | Werder Brema II       |          |
| A        | Michael Holt   | Meppen                |          |
| A        | Rogier Krohne  | Cloppenburg           |          |
| C        | Zlatko Muhović | Wiedenbrück           |          |
| C        | Marcus Piossek | Osnabrück             |          |
| C        | Julian Riedel  | Bayer Leverkusen      |          |
| D        | Philip Röhe    | Preußen Münster U19   |          |
| P        | Cedric Wilmes  | Borussia Dortmund U19 |          |

| Cessioni | Cessioni        | Cessioni                                | Cessioni |
| R.       | Nome            | a                                       | Modalità |
| -------- | --------------- | --------------------------------------- | -------- |
| P        | Hannes Frerichs | Meppen                                  |          |
| C        | Philip Heise    | Heidenheim                              |          |
| A        | Marco Königs    | Wehen Wiesbaden                         |          |
| D        | Cüneyt Köz      | Kayserispor                             |          |
| A        | Addy-Waku Menga | Oldenburg                               |          |
| A        | Dimitri Nəzərov | Karlsruhe                               |          |
| C        | Rico Schmider   | Kickers Offenbach                       |          |
| C        | Mahmut Sönmez   | Template:Calcio RKSV Leonidas Rotterdam |          |

### Sessione invernale
| Acquisti | Acquisti          | Acquisti      | Acquisti |
| R.       | Nome              | da            | Modalità |
| -------- | ----------------- | ------------- | -------- |
| A        | Soufian Benyamina | Dinamo Dresda |          |
| D        | Marco Pischorn    | Sandhausen    |          |

| Cessioni | Cessioni       | Cessioni             | Cessioni |
| R.       | Nome           | a                    | Modalità |
| -------- | -------------- | -------------------- | -------- |
| A        | Michael Holt   | Velbert              |          |
| A        | Gaetano Manno  | Viktoria Colonia     |          |
| P        | Cedric Wilmes  | Alemannia Aquisgrana |          |
| C        | Zlatko Muhović | Jahn Ratisbona       |          |

## Risultati

### 3. Liga

#### Girone di andata
| Arbitro: | Kempter |

|                                              |           |  |
| Taylor 30’ Hergesell 54’ Bischoff 60’ (rig.) | Marcatori |  |

| Arbitro: | Schriever |

|                     |           |                        |
| Frahn 6’ Schulz 61’ | Marcatori | 41’ Siegert 78’ Krohne |

| Arbitro: | Giese |

|                                    |           |                                        |
| Bischoff 11’, 90’ (rig.) Manno 88’ | Marcatori | 10’ Brandstetter 53’ Tunjić 83’ Stolze |

| Arbitro: | Valentin |

|             |           |            |
| Mintzel 60’ | Marcatori | 38’ Taylor |

| Arbitro: | Unger |

|  |           |                                      |
|  | Marcatori | 16’ Gebers 26’ Heider 34’ Siedschlag |

| Arbitro: | Sather |

|                     |           |                     |
| Vaccaro 43’ Luz 84’ | Marcatori | 47’ Kara 88’ Krohne |

| Arbitro: | Schröder |

|           |           |                                |
| Grote 52’ | Marcatori | 13’ Breier 34’ Vier 66’ Kiefer |

| Arbitro: | Gagelmann |

|              |           |                  |
| Grimaldi 68’ | Marcatori | 27’ (rig.) Grote |

| Arbitro: | Jablonski |

|                      |           |                                      |
| Kühne 43’ Krohne 56’ | Marcatori | 19’ Welzmüller 61’ Erb 63’ Steinherr |

| Arbitro: | Siebert |

|                         |           |            |
| Morabit 65’ Bagceci 86’ | Marcatori | 47’ Taylor |

| Münster 28 settembre 2013, ore 14:00 CEST 11ª giornata | Preußen Münster | 0 – 0 referto | Jahn Ratisbona | Preußenstadion (6 351 spett.)\| Arbitro: \| Steinberg \| |
| Arbitro:                                               | Steinberg       |               |                |                                                          |

| Arbitro: | Hartmann |

|  |           |                                        |
|  | Marcatori | 2’ Scherder 19’ Manno 35’, 40’ Piossek |

| Arbitro: | Göpferich |

|                                             |           |  |
| Grote 9’ (rig.) Taylor 65’ Piossek 80’, 84’ | Marcatori |  |

| Arbitro: | Petersen |

|                                                           |           |  |
| Stroh-Engel 20’, 54’ (rig.), 83’ (rig.) Kirsch 90’ (aut.) | Marcatori |  |

| Arbitro: | Blos |

|                 |           |                    |
| Truckenbrod 77’ | Marcatori | 20’ Grupe 83’ Haas |

| Arbitro: | Glasmacher |

|                           |           |                             |
| Fischer 49’ Rathgeber 90’ | Marcatori | 25’ (rig.) Kühne 67’ Taylor |

| Arbitro: | Christ |

|            |           |  |
| Taylor 71’ | Marcatori |  |

| Halle 30 novembre 2013, ore 14:00 CET 18ª giornata | Hallescher | 0 – 0 referto | Preußen Münster | Erdgas Sportpark (6 083 spett.)\| Arbitro: \| Steinberg \| |
| Arbitro:                                           | Steinberg  |               |                 |                                                            |

| Arbitro: | Valentin |

|                        |           |           |
| Grote 59’ Scherder 90’ | Marcatori | 8’ De Wit |

#### Girone di ritorno
| Münster 14 dicembre 2013, ore 14:00 CET 20ª giornata | Preußen Münster | 0 – 0 referto | RB Lipsia | Preußenstadion (6 787 spett.)\| Arbitro: \| Steinhaus-Webb \| |
| Arbitro:                                             | Steinhaus-Webb  |               |           |                                                               |

| Arbitro: | Schröder |

|                              |           |                                                             |
| Holz 44’ Burkhard 52’ (rig.) | Marcatori | 24’ (rig.), 49’ (rig.) Grote 82’ (aut.) Schröck 86’ Piossek |

| Erfurt 25 gennaio 2014, ore 14:00 CET 22ª giornata | Rot-Weiß Erfurt | 0 – 0 referto | Preußen Münster | Steigerwaldstadion (4 235 spett.)\| Arbitro: \| Sather \| |
| Arbitro:                                           | Sather          |               |                 |                                                           |

| Arbitro: | Badstübner |

|  |           |            |
|  | Marcatori | 90’ Müller |

| Arbitro: | Leicher |

|                            |           |  |
| Heider 22’, 75’ Sykora 45’ | Marcatori |  |

| Arbitro: | Aarnink |

|                              |           |         |
| Grote 36’ (rig.) Piossek 46’ | Marcatori | 15’ Luz |

| Stoccarda 21 febbraio 2014, ore 19:00 CET 26ª giornata | Stoccarda II | 0 – 0 referto | Preußen Münster | Gazi-Stadion auf der Waldau (650 spett.)\| Arbitro: \| Göpferich \| |
| Arbitro:                                               | Göpferich    |               |                 |                                                                     |

| Arbitro: | Fritz |

|               |           |               |
| Benyamina 18’ | Marcatori | 52’ Ornatelli |

| Arbitro: | Aarnink |

|                |           |                          |
| Voglsammer 55’ | Marcatori | 79’ Benyamina 84’ Krohne |

| Arbitro: | Alt |

|                  |           |  |
| Schmidt 19’, 25’ | Marcatori |  |

| Arbitro: | Reichel |

|                          |           |  |
| Müller 7’ Franziskus 81’ | Marcatori |  |

| Arbitro: | Weickenmeier |

|                                               |           |            |
| Conrad 40’ (aut.) Grote 60’ (rig.) Krohne 75’ | Marcatori | 19’ Hensel |

| Arbitro: | Wingenbach |

|              |           |           |
| Jordanov 53’ | Marcatori | 63’ Grote |

| Arbitro: | Kampka |

|  |           |                                 |
|  | Marcatori | 55’ (rig.) Stegmayer 84’ Sirigu |

| Arbitro: | Stein |

|                       |           |                                                |
| Savran 38’ Jakobs 63’ | Marcatori | 21’, 59’ Benyamina 52’ Scherder 88’ Schöneberg |

| Arbitro: | Heft |

|                          |           |  |
| Benyamina 52’ Krohne 65’ | Marcatori |  |

| Arbitro: | Sather |

|              |           |              |
| Calamita 55’ | Marcatori | 9’ Benyamina |

| Arbitro: | Gerach |

|                         |           |                                    |
| Krohne 26’ Scherder 67’ | Marcatori | 19’ Furuholm 72’ Bertram 76’ Gogia |

| Arbitro: | Blos |

|  |           |                     |
|  | Marcatori | 24’ (aut.) Bollmann |

### Coppa di Germania
| Arbitro: | Kampka |

|            |           |  |
| Taylor 31’ | Marcatori |  |

| Arbitro: | Kircher |

|  |           |                             |
|  | Marcatori | 45’, 57’ Werner 59’ Mölders |

## Statistiche

### Statistiche di squadra
| Competizione      | Punti | In casa | In casa | In casa | In casa | In casa | In casa | In trasferta | In trasferta | In trasferta | In trasferta | In trasferta | In trasferta | Totale | Totale | Totale | Totale | Totale | Totale | DR |
| Competizione      | Punti | G       | V       | N       | P       | Gf      | Gs      | G            | V            | N            | P            | Gf           | Gs           | G      | V      | N      | P      | Gf     | Gs     | DR |
| ----------------- | ----- | ------- | ------- | ------- | ------- | ------- | ------- | ------------ | ------------ | ------------ | ------------ | ------------ | ------------ | ------ | ------ | ------ | ------ | ------ | ------ | -- |
| 3. Liga           | 53    | 19      | 8       | 4       | 7       | 29      | 24      | 19           | 5            | 10           | 4            | 26           | 26           | 38     | 13     | 14     | 11     | 55     | 50     | +5 |
| Coppa di Germania | -     | 2       | 1       | 0       | 1       | 1       | 3       | 0            | 0            | 0            | 0            | 0            | 0            | 2      | 1      | 0      | 1      | 1      | 3      | -2 |
| Totale            | 53    | 21      | 9       | 4       | 8       | 30      | 27      | 19           | 5            | 10           | 4            | 26           | 26           | 40     | 14     | 14     | 12     | 56     | 53     | +3 |

### Andamento in campionato
| Giornata  | 1 | 2 | 3  | 4 | 5  | 6  | 7  | 8  | 9  | 10 | 11 | 12 | 13 | 14 | 15 | 16 | 17 | 18 | 19 | 20 | 21 | 22 | 23 | 24 | 25 | 26 | 27 | 28 | 29 | 30 | 31 | 32 | 33 | 34 | 35 | 36 | 37 | 38 |
| --------- | - | - | -- | - | -- | -- | -- | -- | -- | -- | -- | -- | -- | -- | -- | -- | -- | -- | -- | -- | -- | -- | -- | -- | -- | -- | -- | -- | -- | -- | -- | -- | -- | -- | -- | -- | -- | -- |
| Luogo     | C | T | C  | T | C  | T  | C  | T  | C  | T  | C  | T  | C  | T  | C  | T  | C  | T  | C  |    | C  | T  | C  | T  | C  | T  | C  | T  | C  | T  | C  | T  | C  | T  | C  | T  | C  | T  |
| Risultato | V | N | N  | N | P  | N  | P  | N  | P  | P  | N  | V  | V  | P  | P  | N  | V  | N  | V  |    | N  | N  | P  | P  | V  | N  | N  | V  | V  | P  | V  | N  | P  | V  | V  | N  | P  | V  |
| Posizione | 1 | 5 | 10 | 9 | 11 | 13 | 16 | 17 | 17 | 17 | 17 | 17 | 14 | 17 | 17 | 17 | 16 | 17 | 14 | 13 | 11 | 11 | 14 | 16 | 13 | 14 | 14 | 11 | 10 | 11 | 10 | 9  | 11 | 8  | 8  | 8  | 9  | 6  |

Legenda:

Luogo: C = Casa; T = Trasferta. Risultato: V = Vittoria; N = Pareggio; P = Sconfitta.

### Statistiche dei giocatori
| Giocatore      | 3. Liga  | 3. Liga | 3. Liga     | 3. Liga    | Coppa di Germania | Coppa di Germania | Coppa di Germania | Coppa di Germania | Totale   | Totale | Totale      | Totale     |
| Giocatore      | Presenze | Reti    | Ammonizioni | Espulsioni | Presenze          | Reti              | Ammonizioni       | Espulsioni        | Presenze | Reti   | Ammonizioni | Espulsioni |
| -------------- | -------- | ------- | ----------- | ---------- | ----------------- | ----------------- | ----------------- | ----------------- | -------- | ------ | ----------- | ---------- |
| S. Benyamina   | 17       | 6       | 0           | 0          | 0                 | 0                 | 0                 | 0                 | 17       | 6      | 0           | 0          |
| A. Bischoff    | 29       | 3       | 2           | 3          | 2                 | 0                 | 0                 | 0                 | 31       | 3      | 2           | 3          |
| M. Grashoff    | 0        | 0       | 0           | 0          | 0                 | 0                 | 0                 | 0                 | 0        | 0      | 0           | 0          |
| D. Grote       | 34       | 9       | 6           | 1          | 2                 | 0                 | 0                 | 0                 | 36       | 9      | 6           | 1          |
| C. Halet       | 6        | 0       | 2           | 0          | 1                 | 0                 | 1                 | 0                 | 7        | 0      | 3           | 0          |
| F. Hergesell   | 25       | 1       | 7           | 0          | 2                 | 0                 | 0                 | 0                 | 27       | 1      | 7           | 0          |
| M. Holt        | 1        | 0       | 0           | 0          | 0                 | 0                 | 0                 | 0                 | 1        | 0      | 0           | 0          |
| M. Kara        | 26       | 1       | 2           | 0          | 2                 | 0                 | 1                 | 0                 | 28       | 1      | 3           | 0          |
| P. Kirsch      | 17       | 0       | 5           | 0          | 2                 | 0                 | 1                 | 0                 | 19       | 0      | 6           | 0          |
| P. Koopmann    | 0        | 0       | 0           | 0          | 0                 | 0                 | 0                 | 0                 | 0        | 0      | 0           | 0          |
| R. Krohne      | 33       | 7       | 3           | 0          | 1                 | 0                 | 0                 | 0                 | 34       | 7      | 3           | 0          |
| S. Kühne       | 27       | 2       | 2           | 0          | 2                 | 0                 | 1                 | 0                 | 29       | 2      | 3           | 0          |
| G. Manno       | 17       | 2       | 1           | 0          | 1                 | 0                 | 0                 | 0                 | 18       | 2      | 1           | 0          |
| D. Masuch      | 35       | 0       | 0           | 1          | 2                 | 0                 | 0                 | 0                 | 37       | 0      | 0           | 1          |
| Z. Muhović     | 2        | 0       | 0           | 0          | 0                 | 0                 | 0                 | 0                 | 2        | 0      | 0           | 0          |
| R. Neupert     | 15       | 0       | 1           | 0          | 1                 | 0                 | 0                 | 0                 | 16       | 0      | 1           | 0          |
| M. Niehues     | 3        | 0       | 0           | 0          | 0                 | 0                 | 0                 | 0                 | 3        | 0      | 0           | 0          |
| M. Piossek     | 30       | 6       | 0           | 0          | 2                 | 0                 | 0                 | 0                 | 32       | 6      | 0           | 0          |
| M. Pischorn    | 9        | 0       | 1           | 0          | 0                 | 0                 | 0                 | 0                 | 9        | 0      | 1           | 0          |
| A. Recep       | 1        | 0       | 0           | 0          | 0                 | 0                 | 0                 | 0                 | 1        | 0      | 0           | 0          |
| J. Riedel      | 23       | 0       | 1           | 0          | 0                 | 0                 | 0                 | 0                 | 23       | 0      | 1           | 0          |
| P. Röhe        | 1        | 0       | 0           | 0          | 0                 | 0                 | 0                 | 0                 | 1        | 0      | 0           | 0          |
| S. Scherder    | 23       | 4       | 4           | 0          | 1                 | 0                 | 0                 | 0                 | 24       | 4      | 4           | 0          |
| D. Schmidt     | 29       | 2       | 12          | 1          | 1                 | 0                 | 0                 | 0                 | 30       | 2      | 12          | 1          |
| K. Schöneberg  | 21       | 1       | 1           | 1          | 1                 | 0                 | 1                 | 0                 | 22       | 1      | 2           | 1          |
| B. Siegert     | 33       | 1       | 3           | 1          | 1                 | 0                 | 0                 | 0                 | 34       | 1      | 3           | 1          |
| S. Tantow      | 0        | 0       | 0           | 0          | 0                 | 0                 | 0                 | 0                 | 0        | 0      | 0           | 0          |
| M. Taylor      | 34       | 6       | 0           | 0          | 2                 | 1                 | 0                 | 0                 | 36       | 7      | 0           | 0          |
| J. Truckenbrod | 38       | 1       | 2           | 0          | 2                 | 0                 | 0                 | 0                 | 40       | 1      | 2           | 0          |
| C. Wilmes      | 0        | 0       | 0           | 0          | 0                 | 0                 | 0                 | 0                 | 0        | 0      | 0           | 0          |